# Tamil-malayalam
Tamil-malayalam är en undergrupp av dravidiska språk, mer specifikt av syddravidiska språk, och omfattar tamil, malayalam, mannan och närbesläktade dialekter. Dessa språk talas i södra Indien och i Sydasien..